# Benzoltricarbonsäuren
| Gefahrensymbol |

| Gefahrensymbol |

| Gefahrensymbol |

Die Benzoltricarbonsäuren bilden eine Stoffgruppe, die aus einem Benzolring mit drei angefügten Carboxygruppen (–COOH) bestehen. Durch deren unterschiedliche Anordnung (vic.-, asym.- oder sym.-) ergeben sich drei Stellungsisomere mit der Summenformel C9H6O6.